# NGC 2072
NGC 2072 ist ein offener Sternhaufen im Sternbild Mensa. Das Objekt wurde am 18. Dezember 1884 von Pietro Baracchi entdeckt.